# 374 a.C.
Il 374 a.C. (CCCLXXIV a.C. in numeri romani) è un anno  del IV secolo a.C.

## Eventi
In seguito alla morte di Evagora I, Cipro ritorna sotto il dominio dell'Impero persiano sotto Artaserse II di Persia.

## Morti
- Evagora I, re della città di Salamina nell'isola di Cipro (assassinato)